# Pat Welsh
Pour les articles homonymes, voir Welsh.
Pat Welsh, née Patricia A. Carroll le 11 février 1915 à San Francisco et morte le 26 janvier 1995 à Green Valley d'une pneumonie, est une actrice américaine.

## Biographie
Pat Welsh est essentiellement connue pour être la voix d'E.T. l'extra-terrestre dans le film de Steven Spielberg sorti en 1982.

## Filmographie partielle
- 1940 : La Valse dans l'ombre de Mervyn LeRoy
- 1982 : E.T. l'extra-terrestre de Steven Spielberg : ET (voix)
- 1983 : Star Wars, épisode VI : Le Retour du Jedi de Richard Marquand : Boushh (voix)

## Source de la traduction
- (en) Cet article est partiellement ou en totalité issu de l’article de Wikipédia en anglais intitulé « Pat Welsh (actress) » (voir la liste des auteurs).